# 佑国寺

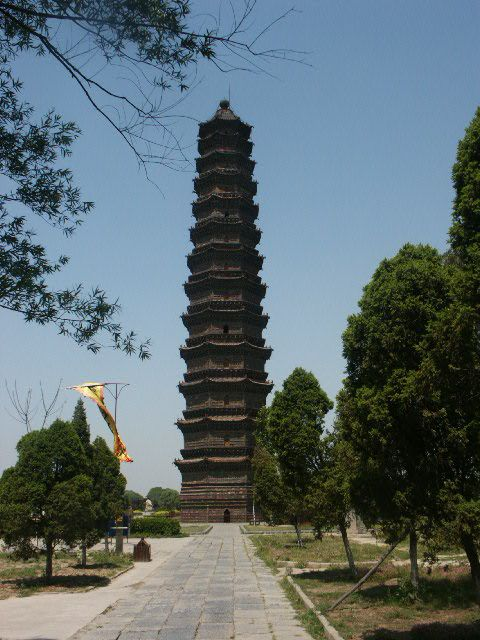
佑国寺塔

佑国寺是中国河南省开封市一座已不存在的古寺，原址现为开封市东北的铁塔公园。佑国寺始建于北齐天保十年（559年），初名“独居寺”。唐开元年间改名“封禅寺”。北宋开宝三年（970年）改名“开宝寺”。太平兴国七年（982年），在寺内修建了一座八角十三层的木塔以供奉佛舍利。木塔于端拱二年（989年）竣工，初定名“福胜塔”，后据传因塔顶放光，更名为“灵感塔”。该塔于庆历四年（1044年）毁于雷火。皇祐元年（1049年）重建时改用铁色琉璃砖瓦建造，即今天著名的开封铁塔。北宋末年，该寺被毁。金朝重建时改称“光教寺”。元代又称为“上方寺”，明代改称“祐国寺”，清代名“大延寿甘露寺”。然而自明代起，民间通称该寺为“铁塔寺”。清道光二十一年（1841年），该寺被黄河洪水所毁。